# Gorgók

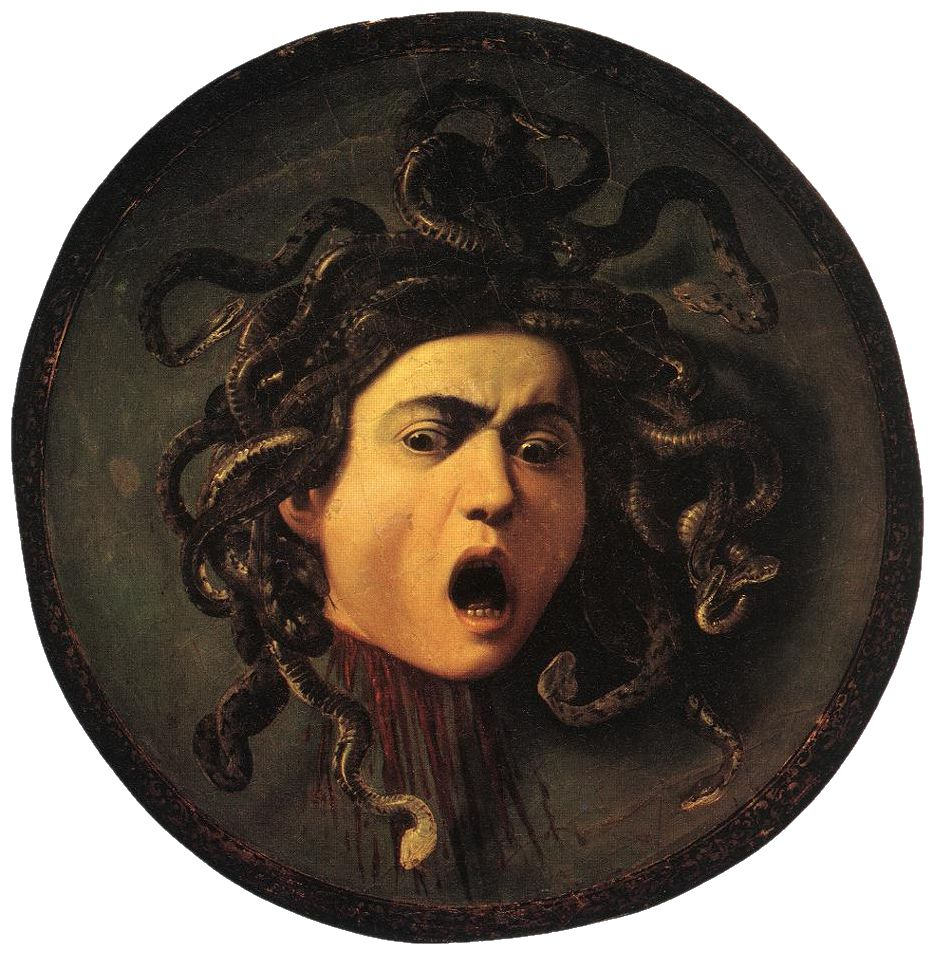
Caravaggio: Medúza

A gorgók a görög mitológia alakjai, Phorküsz és Kétó három leánya, testvéreik a graiák. Eurüalé (neve messze üvöltőt jelent); Sztheinó (erőteljes); és Medusza (uralkodó) eredetileg gyönyörű leányok voltak, de megsértették Pallasz Athénét, ezért az istennő haragjában olyan rúttá változtatta őket, hogy aki rájuk nézett, azonnal kővé dermedt.
Hajuk helyén kígyók tekeregtek, nyelvüket is úgy nyújtogatták, mint a kígyók, aranyszárnyuk, éles foguk volt, áthatolhatatlan pikkely fedte testüket, disznóagyaruk volt és kezük rézből volt. A visszataszító lények közül egyedül Medusza volt halandó, akit Perszeusz ölt meg. Poszeidónnal egyesülve magában hordozta Pégaszoszt és Khrüszaórt. Amikor Perszeusz lefejezte Meduszát, akkor ők kipattantak belőle.
Később Perszeusz Medusza levágott fejét Pallasz Athénének ajándékozta, aki pajzsára, az égiszre helyezte, s csatában gyakran felhasználta arra, hogy ellenségeit kővé változtassa.
A gorgók az ókori világ nyugati peremén éltek. A templomok és szentélyek homlokzatát, síremlékeket gyakran díszítették gorgó-fővel, mert azt tartották róla, hogy távol tartja a gonosz szellemeket. Ugyanebből a megfontolásból a katonák pajzsát is ez díszítette.